# Orange & Lemons
Orange & Lemons (en español: Naranjas y limones), es una banda musical de música pop-rock de Filipinas, formada en la ciudad de Bulacan en 1999 por Clem Castro, Mcoy Fundales, Law Santiago y Michael Salvador. Actualmente la banda está integrada por Clem Castro, JM del Mundo
Ace del Mundo y Jared Nerona. Los géneros musicales que interpretaba la banda desde sus inicios, eran una fusión entre el rock alternativo, indie pop y la música experimental, ambas fuertemente influenciado por otras bandas como The Smiths, The Beatles y Eraserheads. La banda publicó en total tres álbumes y tuvo mucho éxito tras lanzar su segundo disco Strike Whither the Iron is Hot en 2005.
Orange & Lemons se desintegró en 2007, se dice que fue a causa de las diferencias que tenían ambos de sus integrantes. Después de la separación, cada uno de ellos inició sus carreras musicales en solitarios. Clem Castro formó su propio grupo musical llamado The Camerawalls junto a Law Santiago.
En 2017, 10 años después, se anuncia el retorno de Orange & Lemons, en la que se sumó el tecladista Jared Nerona y que actualmente la banda nuevamente se encuentra activo.

## Miembros

### Actuales
- Clem Castro
- JM del Mundo
- Ace del Mundo
- Jared Nerona

### Anteriores
- Mcoy Fundales
- Law Santiago
- Michael Salvador

## Discografía

### Álbumes
- Love in the Land of Rubber Shoes and Dirty Ice Cream (Terno Recordings, 2003)
- Strike Whilst the Iron Is Hot (Universal Records, 2005)
- Moonlane Gardens (Universal Records, 2007)
- Love in the Land of Rubber Shoes and Dirty Ice Cream - 15th Anniversary Edition (Lilystars Records, 2018)[4]

### Singles
- "Lovers Go, Lovers Come" (Lilystars Records, 2017)
- "Pag-Ibig Sa Tabing Dagat"(Lilystars Records, 2019)